# Australische Unihockeynationalmannschaft
Die australische Unihockeynationalmannschaft präsentiert Australien bei Länderspielen und internationalen Turnieren in der Sportart Unihockey (auch bekannt als Floorball).
Der nationale Unihockeyverband Australiens, die Australian Floorball Association wurde 1996 gegründet und im selben Jahr in die International Floorball Federation aufgenommen. 1998 nahm Australien in Tschechien erstmals an einer Weltmeisterschaft teil und erreichte mit Rang zwölf das bislang beste Resultat bei einer Weltmeisterschaft.

## Platzierungen

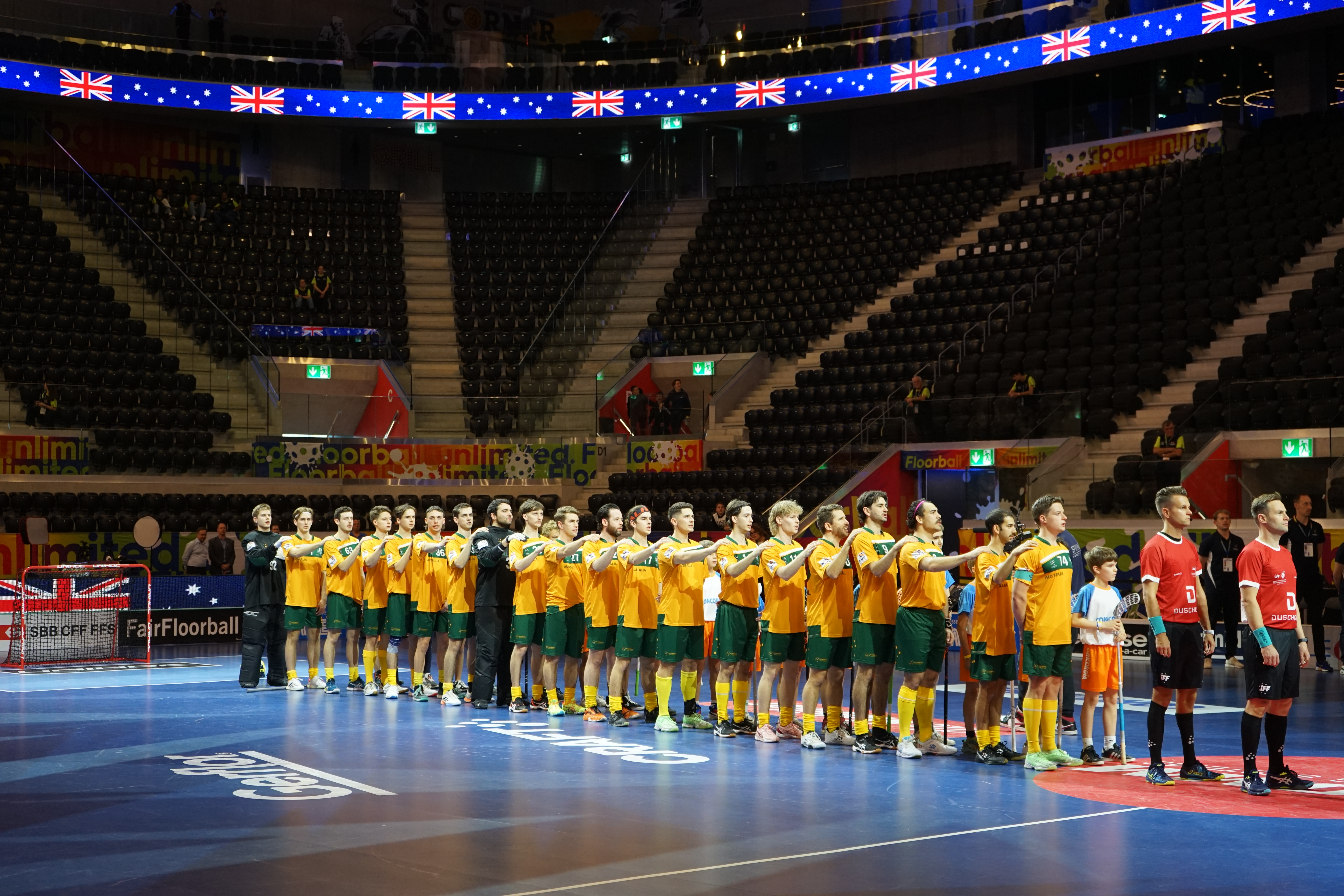
Die Nationalmannschaft bei der WM 2022 in Zürich

### Weltmeisterschaften
| WM   | Austragungsort(e)                              | Platz                          |
| ---- | ---------------------------------------------- | ------------------------------ |
| 1998 | Brünn, Prag                                    | 12. Platz                      |
| 2000 | Drammen, Oslo, Sarpsborg                       | 15. Platz                      |
| 2002 | Helsinki                                       | 17. Platz                      |
| 2004 | Zürich, Kloten                                 | 18. Platz                      |
| 2006 | Helsingborg, Malmö, Botkyrka, Solna, Stockholm | 20. Platz                      |
| 2008 | Ostrava, Prag                                  | 26. Platz                      |
| 2010 | Helsinki, Vantaa                               | 14. Platz                      |
| 2012 | Zürich, Bern                                   | nicht qualifiziert             |
| 2014 | Göteborg                                       | 14. Platz                      |
| 2016 | Riga                                           | 15. Platz                      |
| 2018 | Prag                                           | 12. Platz                      |
| 2021 | Helsinki                                       | qualifiziert, nicht angetreten |
| 2022 | Zürich, Winterthur                             | 13. Platz                      |
| 2024 | Malmö                                          | 15. Platz                      |

### Asien-Pazifik-Meisterschaften
| Turnier | Austragungsort(e) | Platz    |
| ------- | ----------------- | -------- |
| 2004    | Singapur          | 3. Platz |
| 2005    | Singapur          | 2. Platz |
| 2006    | Singapur          | 2. Platz |
| 2007    | Singapur          | 6. Platz |
| 2008    | Perth             | 2. Platz |
| 2009    | Pyeongtaek        | 2. Platz |
| 2010    | Singapur          | 3. Platz |
| 2012    | Hannō             | 4. Platz |

## Trainer
- 2016 Petteri Nykky